# Многослойные клеёные деревянные панели

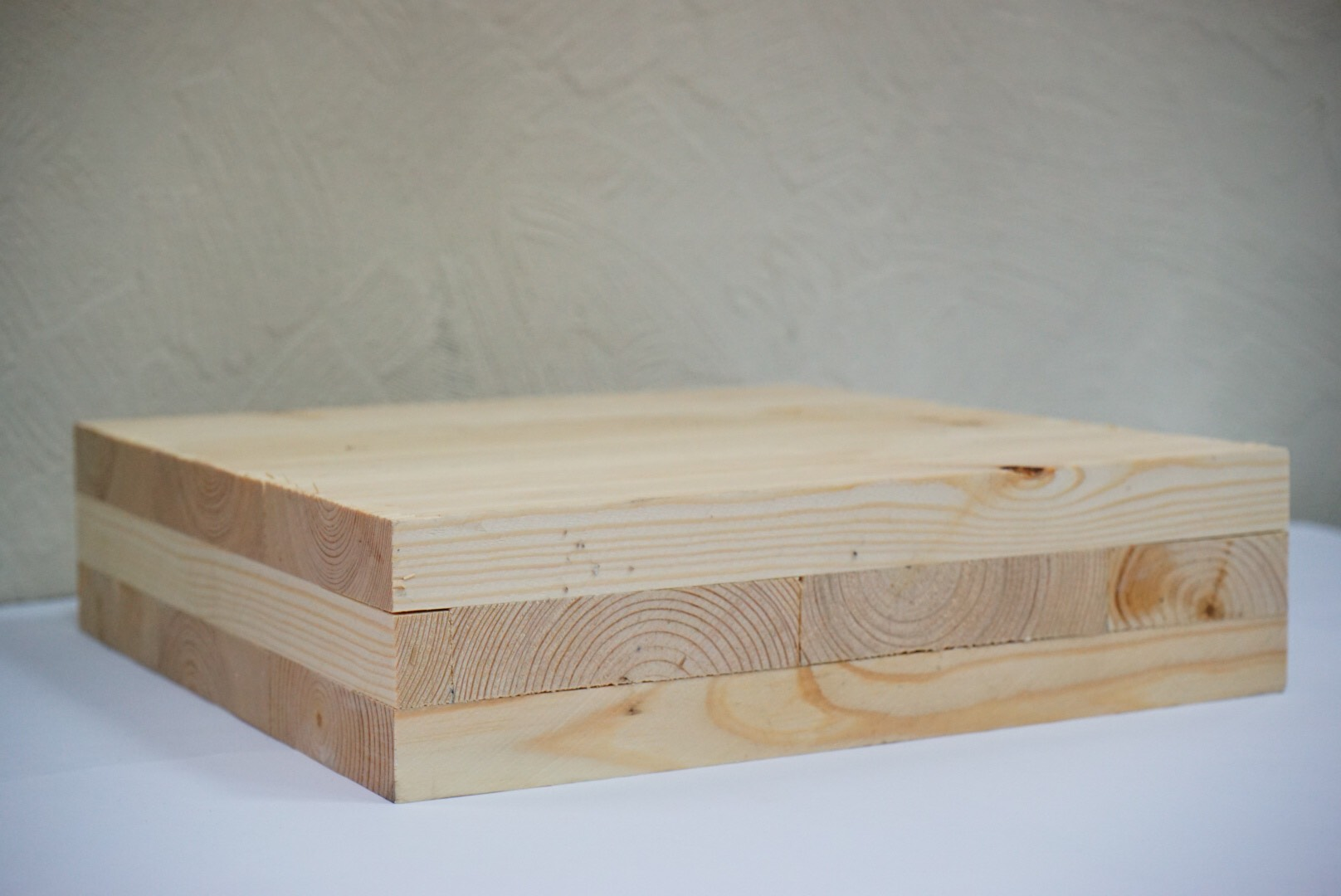
Многослойная клеёная деревянная панель, сфабрикованная тремя слоями из сосны

Многослойные клеёные деревянные панели — продукция, более известная на Западе под аббревиатурой CLT (англ. Cross-Laminated Timber). CLT — это деревянная панель, изготовленная из склеенных между собой слоёв сплошного пиломатериала. Панели производятся из слоёв, как правило, хвойных, высушенных пород древесины. На её основе производятся массивные деревянные панели.
Слои укладываются во взаимно перпендикулярных направлениях, широкие грани каждой доски проклеиваются, как правило, симметричным образом, чтобы внешние слои имели одинаковую ориентацию.
Нечётное число слоёв является наиболее распространённым, однако существуют конфигурации с чётными числами (которые упорядочены для того, чтобы дать симметричную конфигурацию). Во внутренних слоях допускается использовать древесину более низких сортов, чем во внешних слоях. Несмотря на то, что для изготовления панелей используется в основном древесина мягких (хвойных) пород, допускается применение древесины твердых пород, например, тополя, а также гибридных схем, включающих древесину различных пород. Обычная древесина является анизотропным материалом, что означает, что её физические свойства изменяются в зависимости от направления, в котором применяется сила. Путём склеивания слоёв древесины под перпендикулярными углами получается достичь лучшей жёсткости панелей в обоих направлениях. Это похоже на фанеру, но с заметно более густыми наслоениями. CLT отличается от дощатоклеёных элементов деревянных конструкций, чьи наслоения ориентированы таким же образом.

## История
Многослойные клеёные деревянные панели были впервые разработаны и использованы в Германии и Австрии в начале 1990-х годов, но только после середины 1990-х годов были проведены более обширные исследование. К 2000-м годам производство многослойных клеёных деревянных панелей гораздо более широко было востребовано в Европе, использовалось в различных системах зданий, таких как односемейные и многоэтажные здания. Многослойные клеёные деревянные панели стали рассматриваться как средство решения экологических проблем глобального масштаба, а также улучшение маркетинга и доступности. Огромная доля вредных выбросов в атмосферу на планете приходится на производство железобетона, а также на его транспортировку. Производство же древесины является экологически чистым. При этом деревянные строения активно поглощают вредные вещества и очищают атмосферу.

## Строительные нормы и правила
В 2015 году продукция многослойных клеёных деревянных панелей была включена в национальную спецификацию конструкции для деревянного строительства. Эта спецификация была использована в качестве справочника для Международного Строительного Кодекса 2015 года, в свою очередь, позволяя продукции быть признанным конструкционным материалом, совместимым с кодексом. Эти изменения кодекса позволили использовать многослойные клеёные деревянные панели для сборки наружных стен, полов, перегородок и крыш. Также в IBC 2015 были включены рейтинги на огнестойкость, условия подключения и требования к креплению, характерные для CLT. Для удовлетворения требований к структурным характеристикам в кодексе было указано, что структурные продукты CLT соответствуют требованиям, установленным ANSI/APA PRG 320.

## Производство
Изготовление CLT(многослойные клеёные деревянные панели) можно разделить на девять этапов: выбор первичных пиломатериалов, группировка пиломатериалов, строгание пиломатериалов, резка пиломатериалов, нанесение клея, сборка панелей, монтажное прессование, контроль качества и, наконец, маркетинг и доставка:77—91.
Выбор первичного пиломатериала состоит из двух-трех частей, проверки влажности, визуальной оценки и, в зависимости от запроса, структурного тестирования. В зависимости от результатов этого выбора древесина, пригодная для CLT, будет использоваться для создания CLT класса конструкции или CLT класса внешнего вида. Древесина, которая не может вписаться ни в одну из категорий, может использоваться для различных продуктов, таких как фанера или клеёный ламинированный брус.
Этап группировки гарантирует, что древесина различных категорий группируется вместе. Для строительного класса CLT древесина, которая имеет лучшие структурные свойства, будет использоваться во внутренних слоях панели CLT, тогда как два самых внешних слоя будут иметь более высокие эстетические качества. Для эстетического класса CLT все слои будут иметь более высокие визуальные качества.
Стадия строгания улучшает поверхности древесины. Целью этого является улучшение производительности клея между слоями. Приблизительно 2,5 мм обрезается с верхней и нижней стороны, а 3.8 мм обрезается с боковой, чтобы обеспечить плоскую поверхность. Существуют случаи, когда обрабатываются только верхняя и нижняя поверхности, — это обычно происходит если стороны не должны быть соединены к другим внешним материям. Возможно, что этот шаг может изменить общее содержание влаги в древесине, однако это редко случается.
Затем древесина разрезается на определённую длину в зависимости от запроса и конкретных потребностей клиента.
Затем клей наносят на древесину, как правило, через станок. Нанесение клея должно быть герметичным, чтобы обеспечить отсутствие отверстий или воздушных зазоров в клею, и клей наносится с постоянной скоростью.
Для укладки отдельных слоёв древесины выполняется укладка панели. Согласно разделу 8.3.1 стандарта производительности ANSI / AP PRG 320, по меньшей мере 80 % площади поверхности между слоями должны быть связаны друг с другом.
Сборочное нажатие полностью завершает процесс закрепления. Существует два основных метода прессования: вакуумное прессование и гидравлическое прессование. При вакуумном нажатии одновременно может быть нажата более чем одна панель CLT, что делает процесс более продолжительным и экономичным. Другим преимуществом вакуумного прессования является то, что он может прикладывать давление к изогнутым форм панелям CLT из-за того, что давление распределяется по всей структуре. Что касается гидравлического прессования, то преимуществами могут быть более высокие давления, а также может быть задано давление, установленное на каждом краю.
Затем выполняется контроль качества на панелях CLT. Обычно для создания лучшей поверхности используется шлифовальная машина. Панели CLT также отрезаны в соответствии с их конкретным дизайном. Часто, если панели необходимо соединить, чтобы сформировать более длинные структуры, используются боковые соединения (пазы).

## Многоэтажное строительство из CLT-панелей

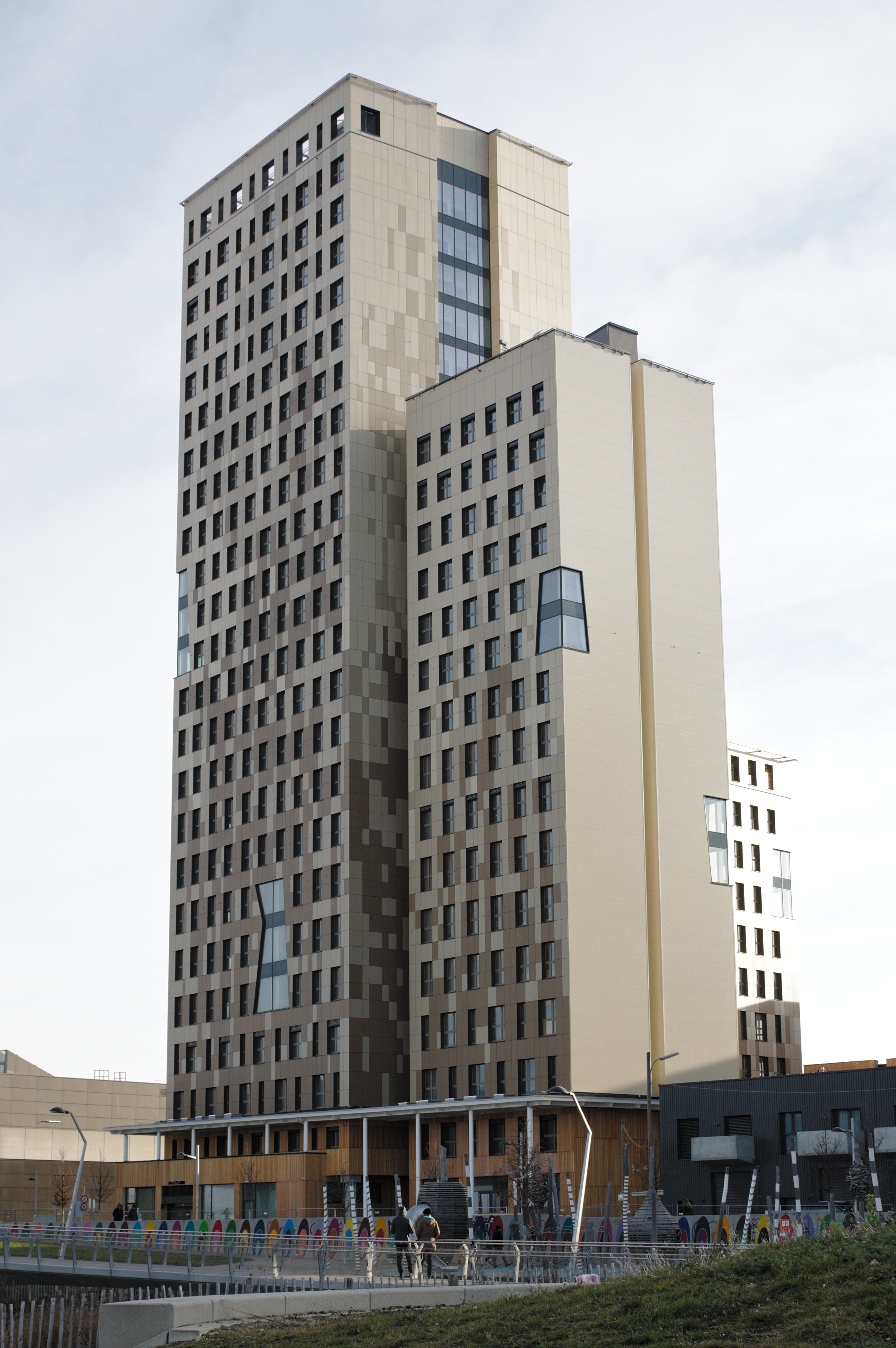
Многоэтажное здание HoHo Wien в Вене из CLT-панелей

Физические параметры CLT-панелей (плотность, прочность, огнестойкость и так далее) позволяют использовать их для строительства многоэтажных жилых домов, при этом у них есть ряд преимуществ по сравнению с классическими материалами — металлом, бетоном и кирпичом. На конец 2021 года самый высокий деревянный дом построен в Норвегии, в нём 18 этажей и 85 метров высоты. Первым подобным проектом в России стала постройка двух четырёхэтажных жилых зданий из CLT-панелей для работников деревообрабатывающего комбината в городе Соколе.